# 麥天恩
麥天恩（Mak Tin Yan，1940年—2007年），香港已故資深演員，以擅長演繹反派為人熟知。其于1970年代出道，早期曾參與邵氏電影演出。1970年代中期加入佳藝電視。佳視倒閉後轉至麗的電視，此後長期為麗的以及後來的亞洲電視演出，多以甘草綠葉演員身份登場。
麥天恩為亞視效力至1980年代中期，後期曾短暫轉至無線電視，1990年代就之後在因糖尿病緣故，被迫接受截肢手術並息影退出影視圈，已於2007年去世。

## 演出作品

### 電視劇（佳藝電視）
- 1976年 《精武門》 饰 王五
- 1976年 《廣東好漢》 飾 胡惠乾
- 1976年 《射雕英雄傳》 飾 丘處機
- 1976年 《神雕俠侶》 飾 丘處機
- 1977年 《仙鶴神針》 饰 一陽子
- 1977年 《萍蹤俠影錄》 饰 張風府
- 1978年 《白髮魔女傳》 飾 李伯堂(同音字)
- 1978年 《雪山飛狐》 饰 赛總管
- 1978年 《流星蝴蝶劍》飾 葉翔

### 電視劇（麗的電視／亞洲電視）
- 1979年 《沈勝衣·相思夫人》飾 金獅
- 1979年 《沈勝衣·無雙譜》飾 王英（紅衣老人）
- 1979年 《天蠶變》 飾 黑魔煞
- 1979年 《天龍訣》 飾 韓濤
- 1979年 《大白鯊》
- 1979年 《怒劍鳴》 飾 飄絮堂主
- 1980年 《大內群英》 飾 二阿哥
- 1980年 《太極張三豐》 飾 高米拉
- 1981年 《珠海梟雄》  飾 張鶴年
- 1981年 《遊俠張三豐》 飾 風雷電
- 1981年 《武俠帝女花》 飾 李自成
- 1981年 《大俠霍元甲》 飾 王希文
- 1981年 《少年黃飛鴻》 飾 黃麒英
- 1981年 《女媧行動》 飾 王英
- 1981年 《蕩寇誌》 飾 于雲豹
- 1982年 《大將軍》 飾 大刀王五
- 1982年 《風塵三奇俠》 飾 南宮醜
- 1982年 《血債血償》飾 易天行
- 1983年 《誓不低頭》 飾  杜四
- 1983年 《誓不低頭續集》 飾 杜四
- 1983年 《再向虎山行》 飾 專員 (軍火運輸人)
- 1983年 《洋蔥花》
- 1983年 《橄欖樹》
- 1984年 《醉拳王無忌》
- 1984年 《蝴蝶血》
- 1984年 《十二金牌》
- 1984年 《霍東閣》 飾 郭浩川
- 1984年 《雲海玉弓緣》 飾 唐曉瀾
- 1985年 《大千小傳》飾 葛庭鈞

### 電視劇（無綫電視）
- 1989年 《鐵血大旗門》 飾 司徒笑
- 1989年 《香港雲起時》
- 1989年 《連城訣》 飾 木道人
- 1989年 《晉文公傳奇》 飾 秦穆公
- 1989年 《俠客行》 飾 白萬劍
- 1989年 《天涯歌女 (無綫電視劇)》 飾 馮良坤
- 1990年 《劍魔獨孤求敗》 飾 柳寒山
- 1990年 《殺戮江湖》（1990年）飾 古天鷹
- 1991年 《天龍奇俠》 飾 元鷹
- 1991年 《男盜女差》 飾 伍子山
- 1992年 《拳王賭至尊》 飾 張嘯天
- 1992年 《武林幸運星》 飾 曲一霸
- 1992年 《水滸英雄傳》 飾 吳用
- 1994年 《金毛獅王》 飾 陽頂天

### 電影
- 小偷鬥大賊（1973年）
- 硬漢功夫本（1973年）
- 雙拳道（1973年）
- 目中無人（1973年）
- 虎鬥虎（1974年）
- 逼虎跳牆（1974年）
- 小霸王（1974年）
- 廣東十虎（1978年）
- 密十至尊（1978年）
- 武狀元（1980年）
- 火拼油尖區（1983年）
- 警察故事續集（1988年）
- 龍虎家族（1989年）
- 奇蹟（1989年）
- 賭王至尊（1991年）

## 鏈接
- 香港影庫-麥天恩（页面存档备份，存于）